# Жуанчо Гарсія-Мауріньйо
Жуанчо Гарсія-Мауріньйо (ісп. Juantxo García-Mauriño, 11 березня 1964) — іспанський хокеїст на траві.
Учасник Олімпійських Ігор 1988, 1992, 1996 років. Срібний призер 1996 року.